# Vorderzeug

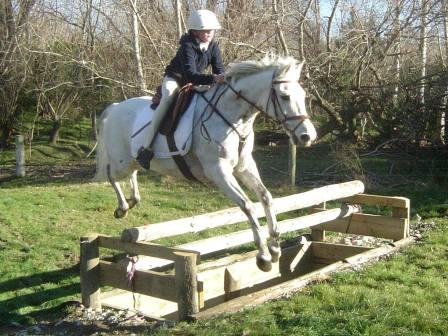
Vorderzeug im Geländeparcours

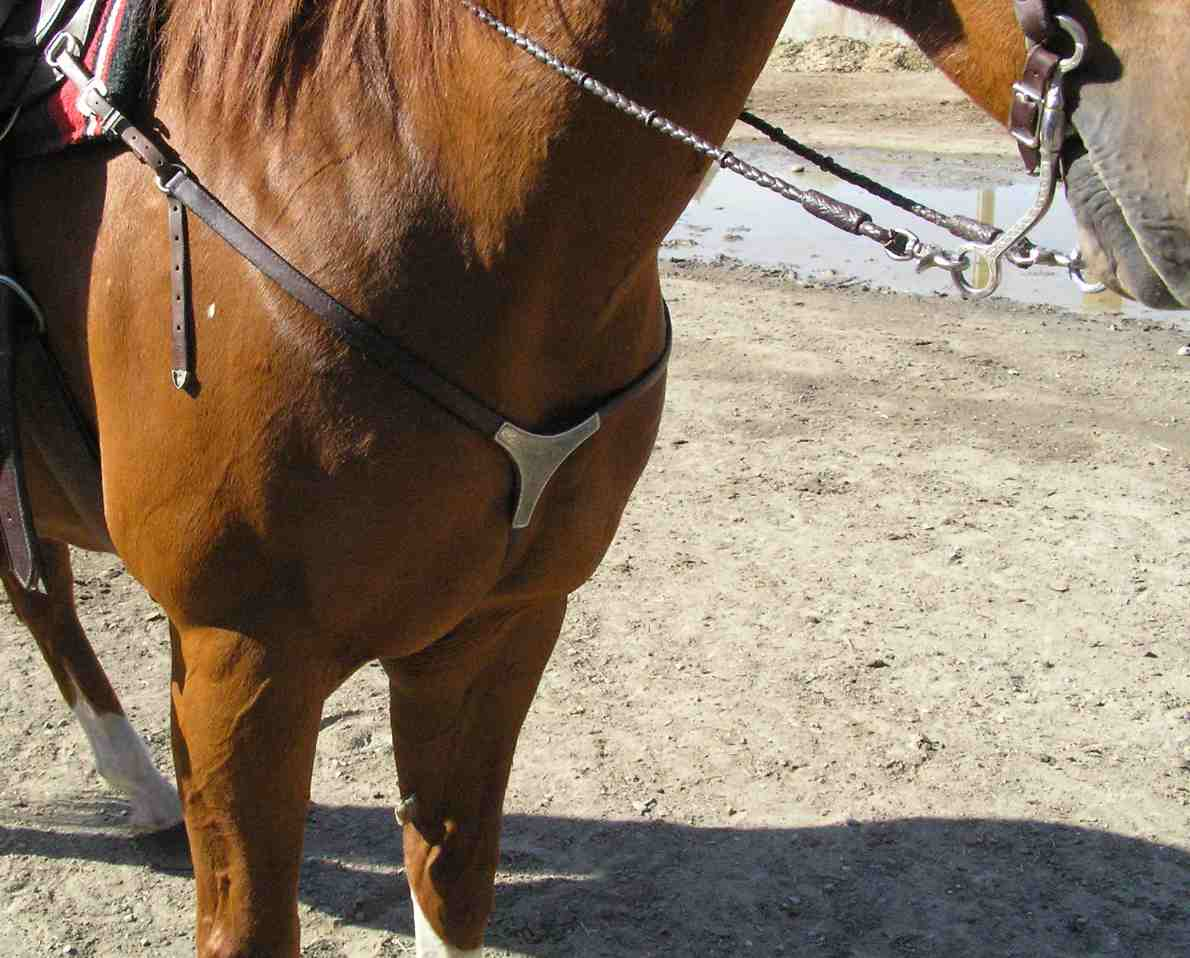
Vorderzeug beim Westernsattel

Das Vorderzeug ist ein optionaler Bestandteil der Ausrüstung eines Pferdes, der den Sattel daran hindert, nach hinten wegzurutschen. Dies wird durch einen breiten Riemen aus Leder oder Gewebe erreicht, der an den Enden am Sattel im Bereich der Sattelkammer (Maria-Hilf-Ösen) befestigt wird und unterhalb des Halses um die Brust des Pferdes führt.
Optional wird der Riemen durch ein zusätzliches Teil zwischen den Vorderbeinen des Pferdes hindurch am Sattelgurt befestigt. Diese Vorderzeuge werden meist als Kombination mit einem Martingal verwendet.
Vor allem im Spring- und Vielseitigkeitssport werden Vorderzeuge mit einem elastischen Einsatz verwendet. Oft werden sie auch mit Schaffell unterfüttert, damit die Eisenringe nicht scheuern.
Vorderzeuge kommen vor allem im Springsport und beim Geländereiten zum Einsatz, werden aber auch bei der Arbeit mit jungen Pferden benötigt, deren Sattellage noch nicht ausgeprägt genug ist, um dem Sattel den nötigen Halt zu geben. Ein weiterer Einsatz ist bei Schulpferden, die Schulen über der Erde zeigen, da hier der Sattel ebenfalls leicht verrutschen kann, z. B. in der Levade oder der Kapriole.